# کیکیندا
کیکیندا (به صربی: Кикинда) شهری در استان وجوودینا کشور صربستان است که جمعیت آن در سال ۲۰۰۶ میلادی ۴۱٫۰۱۱ نفر بوده‌است.

## جستارهای وابسته

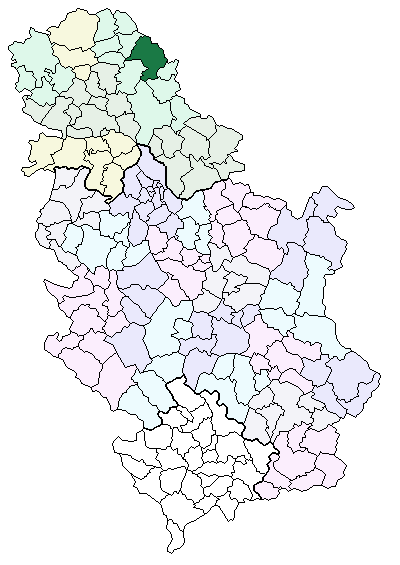